# Kiang East
Kiang East est un district de la division de Lower River en Gambie. En 2013, sa population était de 6 316 habitants.

## Source de la traduction
- (de) Cet article est partiellement ou en totalité issu de l’article de Wikipédia en allemand intitulé « Kiang East » (voir la liste des auteurs).